# Quốc lộ 4 (Campuchia)

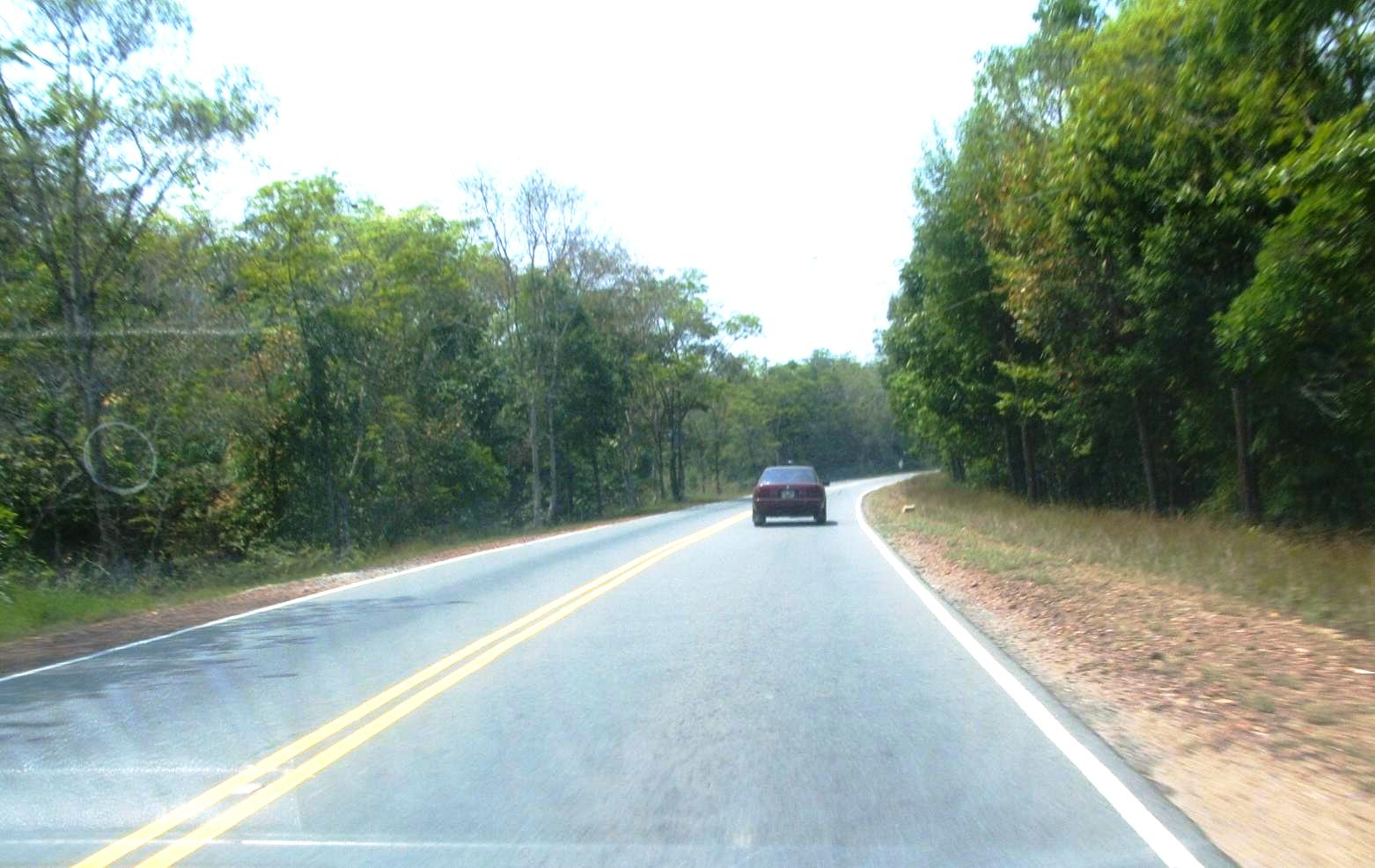
Quốc lộ 4

Quốc lộ 4 hay đường 4 (10004) là một quốc lộ của Campuchia. Tuyến đường này dài 226 km nối thủ đô Phnom Penh với Sihanoukville ở tây nam.
Vườn quốc gia Kirirom nằm dọc theo quốc lộ này.